# Ferrari 166 S

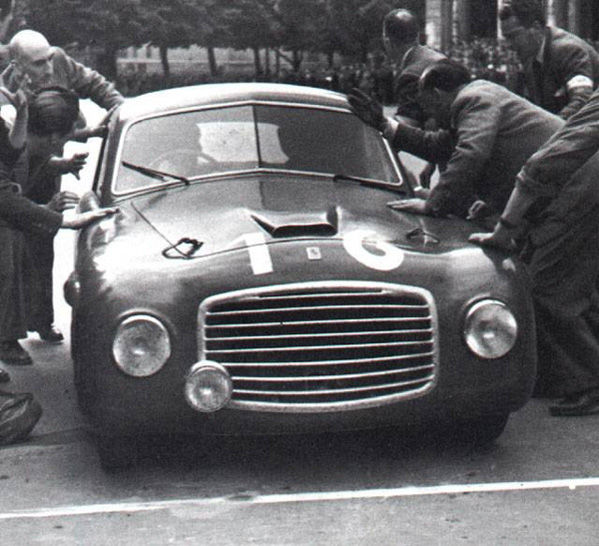
Clemente Biondetti im Ferrari 166 S bei der Mille Miglia 1948

Der Ferrari 166 S, auch Ferrari 166 Sport, war ein Rennsportwagen aus dem Jahre 1948.

## Hintergrund und Technik
Im Herbst 1947 begann Gioacchino Colombo für Enzo Ferrari mit der ersten Überarbeitung des 1,5-Liter-V12-Motors. Diesen ersten eigenen Motor setzte Ferrari in den unterschiedlichen Versionen des Ferrari 125 ein. Bereits im Ferrari 159 wurde der Hubraum auf 1,9 Liter erhöht und um mehr Leistung zu erreichen, folgte darauf die Anpassung auf 2 Liter. Vom 166 Sport wurden fünf Exemplare gebaut. Die Carrozzeria Allemano karossierte drei Fahrzeuge, davon zwei Straßenversionen und ein Renncoupé. Ein viertes Fahrzeug von Allemano war ein offener Spider. Carrozzeria Touring steuerte ein weiteres Coupé bei.
Für alle Fahrzeuge nutzte Ferrari den Kastenrahmen, die vorderen Doppeldreieckslenker und die hintere Starrachse des 166 Spider Corsa. Die Karosserien waren aus Aluminium, wobei der Spyder mit einem Gesamtgewicht von 700 kg um 200 kg leichter war als das Coupé.

## Renngeschichte
Der 166 S Berlinetta Touring wurde nur in einem einzigen Rennen eingesetzt. Giovanni Bracco fuhr damit ein Rennen in Spanien, die Villa Real 1950, kam aber nicht ins Ziel. Erfolgreicher gestalteten sich die Einsätze der anderen 166 Sport. Mit dem Renncoupé von Allemano gewann Clemente Biondetti 1948 für die Scuderia die Mille Miglia und mit dem Spider gemeinsam mit Igor Trubezkoi im selben Jahr die Targa Florio.